# グループCN
グループCNは、自動車レースに使用する国際自動車連盟（FIA）認定の競技車両のカテゴリーの1つで、「プロダクションスポーツカー」と定義される。1990年代初頭に導入された。グループCNは、主にヒルクライムとスポーツカーレースシリーズで見られるカテゴリーである。グループCMというFIA非公認であるがグループCNと関係が近いクラスも存在する。

## 主なレース・シリーズ
グループCNは、様々な選手権に採用されている。多くの選手権は、ラディカル・ユーロピアン・マスターズやV de V・スポーツの様に、独自のルール変更を行なっている。

### FIA欧州ヒルクライム選手権
詳細はFIA欧州ヒルクライム選手権を参照。
グループCNが参加する代表的なシリーズであり、グループが設置される根拠ともなっている。

### ラディカル・ユーロピアン・マスターズ
ラディカル・ユーロピアン・マスターズはヨーロッパのワンメイクのレース選手権。ラディカル・レーシングカーズ製のラディカル・SR8とラディカル・RXCおよびラディカル・SR3にそれぞれクラスの選手権を懸けて行われる。

### スピード・ユーロシリーズ
スピード・ユーロシリーズはイギリスを本拠とするオープンなスポーツカーレース選手権。ホンダ製 K20A エンジンの搭載が義務付けられるが、シャシーについては自由に選択することが出来、ノルマ製やリジェ製のレースカーが出場する。

### V de V
フランスを本拠とし、FFSA が主催している選手権で、全5クラスの内の2クラスがグループCN規定に則っている。耐久選手権は、レギュレーションの範囲内であれば、どのメーカーのシャシーもエンジンも選択できる。V de Vの運営団体は、フニョ・チャレンジ（ Funyo Challenge ）という、プジョーエンジンを搭載したフニョ・4またはフニョ・5のレースカーによるワンメイク・レースのクラスも設けている。

### 国際選手権
グループCNのレース規定は、多くの国に存在する。例として、ラディカル・SR3によって争われるラディカル・イギリスカップやオープン・エスパーニャ・プロトティポスが挙げられる。

## FIAが定めるグループCNの技術規定
| エンジン                    | FIAの公認（ホモロゲーション）を受けたもの 気筒数は6気筒以下 排気量3,000cc以下 |
| ドライブトレイン            | 前進6速まで制限なし 後進（バック）のギヤは必須                                |
| 車のサイズ                  | 長さ: 4,800mm以下                                                             |
| 車のサイズ                  | 車幅: 2,000mm以下                                                             |
| 車のサイズ                  | 車高: 1,030mm以下                                                             |
| 車のサイズ                  | 前と後ろのオーバーハングはホイールベースの80%を超えてはならない。             |
| 車のサイズ                  | 前と後ろのオーバーハングの差はホイールベースの15%を超えてはならない。         |
| ボディワーク                | オープンまたはクローズド・コクピット                                          |
| リア・ウィング              | 最大2枚まで 断面は150x400mm以内 ウィングの最大幅は1,800mm以内                 |
| 最低重量 (ドライバーを除く) | エンジンの排気量により規定される。                                            |
| 最低重量 (ドライバーを除く) | 1,000ccまで: 475kg                                                            |
| 最低重量 (ドライバーを除く) | 1,000cc - 1,300cc: 495kg                                                      |
| 最低重量 (ドライバーを除く) | 1300cc - 1,600cc: 515kg                                                       |
| 最低重量 (ドライバーを除く) | 1,600cc - 2,000cc: 535kg                                                      |
| 最低重量 (ドライバーを除く) | 2,000cc - 2,500cc: 575kg                                                      |
| 最低重量 (ドライバーを除く) | 2,500cc - 3,000cc: 625kg                                                      |